# Los 13 fantasmas de Scooby-Doo
Los 13 fantasmas de Scooby-Doo fue la séptima serie del dibujo animado de Hanna-Barbera Scooby-Doo. El primer episodio fue mostrado el 7 de septiembre de 1985 y tuvo una temporada en ABC como un programa de media hora. Se produjeron trece episodios entre 1985-1986.

## Análisis general
13 fantasmas trató de darle al programa un aire más contemporáneo. Daphne y Shaggy fueron rediseñados para que tuviesen un estilo más ochentero, y junto a Scooby y Scrappy, viajaba un joven chino llamado Flim-Flam, y un hechicero, Vincent Van Ghoul, una parodia de Vincent Price, quien además hizo la voz de este.
La trama del programa seguía una serie de eventos cronológicos, mostraban al grupo tratando de recapturar a los trece fantasmas y monstruos más terroríficos del planeta. El programa incluía varias autoparodias, referencias de la cultura popular y bromas al estilo Looney Tunes; esta fue la influencia del productor Tom Ruegger, quien luego trabajaría con Un cachorro llamado Scooby-Doo, Tiny Toon Adventures y Animaniacs.
El programa fue cancelado por ABC en marzo de 1986 y fue reemplazado por la repetición de Las olimpiadas de la risa. Ningún otro programa de Scooby-Doo fue estrenado en septiembre como solía suceder habitualmente, era la primera vez en una década y media que sucedía.
En febrero de 2019, Warner Bros. Animation estrenó la película Scooby-Doo! y La Maldición de los 13 fantasmas, que sirvió como continuación de la serie y como desenlace de su trama que había quedado inconclusa.

## Voces
- Don Messick - Scooby-Doo, Scrappy-Doo
- Casey Kasem - Shaggy
- Heather North - Daphne
- Susan Blu - Flim Flam
- Vincent Price - Vincent Van Ghoul
- Howard Morris - Bogel (Mantecón)
- Arte Johnson - Weerd (Huesos)

## Doblaje
- Francisco Colmenero - Scooby-Doo
- Arturo Mercado - Shaggy, Scrappy-Doo
- Nancy McKenzie - Daphne
- Diana Santos - Flim Flam
- Luis Puente - Vincent Van Ghoul
- Esteban Siller - Mantecón
- Raúl Aldana - Huesos

## Episodios
| N° de Episodio | Título                                | Dirigido por  | Escrito por                         | Estreno en Estados Unidos |
| -------------- | ------------------------------------- | ------------- | ----------------------------------- | ------------------------- |
| 1              | «To All the Ghouls I've Loved Before» | Ray Patterson | Tom Ruegger                         | 7 de septiembre de 1985   |
| 2              | «Scoobra Kadoobra»                    | Ray Patterson | Gordon Bressack y Mark Seidenberg   | 14 de septiembre de 1985  |
| 3              | «Me and My Shadow Demon»              | Ray Patterson | Cynthia Friedlob y John Semper      | 21 de septiembre de 1985  |
| 4              | «Reflections in a Ghoulish Eye»       | Ray Patterson | Charles M. Howell, IV y Rich Fogel  | 28 de septiembre de 1985  |
| 5              | «That's Monstertainment»              | Ray Patterson | Tom Ruegger y Mitch Schauer         | 5 de octubre de 1985      |
| 6              | «Ship of Ghouls»                      | Ray Patterson | Misty Stewart-Taggart               | 12 de octubre de 1985     |
| 7              | «A Spooky Little Ghoul Like You»      | Ray Patterson | John Ludin                          | 19 de octubre de 1985     |
| 8              | «When You Wish Upon a Scoob»          | Ray Patterson | Jeff Holder y Tom Ruegger           | 26 de octubre de 1985     |
| 9              | «It's a Wonderful Scoob»              | Ray Patterson | Jeff Holder y Tom Ruegger           | 2 de noviembre de 1985    |
| 10             | «Scooby in Kwackyland»                | Ray Patterson | Tom Ruegger y Misty Stewart-Taggart | 9 de noviembre de 1985    |
| 11             | «Coast to Ghost»                      | Ray Patterson | Cynthia Friedlob y John Semper      | 16 de noviembre de 1985   |
| 12             | «The Ghouliest Show on Earth»         | Ray Patterson | Evelyn Gabai y Glenn Leopold        | 23 de noviembre de 1985   |
| 13             | «Horror-Scope Scoob»                  | Ray Patterson | Charles M. Howell, IV               | 7 de diciembre de 1985    |

## Fantasmas
Los 13 fantasmas son un grupo de fantasmas y demonios extremadamente poderosos que fueron encarcelados en el Cofre de los Demonios. Huesos y Mantecón engañaron a Shaggy y Scooby para que abrieran el Cofre y los fantasmas pudieran escapar, dando inicio a la trama de la serie.
Los 13 fantasmas son:
- Maldor el Malévolo - Un brujo fantasmal medieval, maestro de la magia negra.
- Reina Morbidia - Una reina vampiro que comanda un ejército de monstruos.
- Espectro Reflector - Un demonio que puede atrapar personas en una dimensión paralela dentro de espejos.
- Zomba - Una demonio con aspecto de zombi que puede transportar personas a películas y series de televisión.
- Capitán Ferguson - Un capitán de mar fantasmal que comanda la tripulación fantasma de un barco embrujado.
- Nekara - Una hechicera con el aspecto de una atractiva mujer, con el poder de hechizar brujos y quitarle sus poderes mediante un beso en viernes 13.
- Marcella - Una bruja demoniaca atrapada en otra dimensión.
- Fangoso - Un demonio calaverico con el poder de controlar el tiempo.
- Demondo - Un demonio verde humanoide que puede atrapar gente en tiras cómicas que cobran vida.
- Rankor - Un demonio mitad vampiro mitad Baphomet que engaña a Vincent Van Ghoul para ver en el Ojo de la Eternidad, lo que lo transforma lentamente el piedra.
- Profesor Fantazmo - Un maestro de circo fantasmal que engaña a las personas con las ilusiones de su Circo del Horror.
- Zimbulu - Un demonio león antropomórfico que busca hacerse el ser más poderoso del universo mediante un ritual bajo el solsticio de invierno. Además, tiene la habilidad de transformarse en una mujer llamada Tallulah.

La película Scooby-Doo! y La Maldición de los 13 fantasmas reveló al décimo tercer fantasma, Asmodeus, un demonio que es en realidad Asamad Van Ghoul, antepasado directo de Vincent Van Ghoul.

## Curiosidades
- Los 13 fantasmas de Scooby-Doo fue la última serie en que Heather North Kennedy hizo la voz de Daphne.
- Fue la última serie que mostró a Scrappy-Doo, además fue la única que incluyó a un preadolescente (Flim Flam) como parte del grupo.
- El nombre de Vincent Van Goul se asemeja bastante al de Vincent Van Gogh.
- En la serie Scooby Doo misterios S.A, se hace mención a Los 13 fantasmas de Scooby-Doo, cuando Daphne y Fred van al museo del misterio ven una estatua de Flim-flam, Daphne dice que lo extraña y que "25 años de prisión le parecía una condena muy larga", después ven la estatua de Scrappy y Fred dice: "juramos no volver a hablar sobre él". Y en el primer capítulo de la serie Shaggy dice que se olvidó de una cita por ver a Vincent Van Goul. Y en varios capítulos se hablan y aparecen de las películas de Vincent Van Goul.